# Tiger Airways
Tiger Airways – nieistniejąca singapurska tania linia lotnicza z siedzibą w Singapurze. Głównym węzłem był port lotniczy Singapur-Changi.
W 2016 linia została przejęta przez inną singapurską linię lotniczą Scoot, a w 2017 doszło do połączenia się dwóch przewoźników.